# King Hill
(en) Statistiques sur pro-football-reference
Stuart King Hill, né le 8 novembre 1936 et mort le 14 juillet 2012 est un joueur professionnel américain de football américain. Il évolue au poste de quarterback, dans la National Football League. Il joue pour les Cardinals de Chicago / St. Louis, les Eagles de Philadelphie et les Vikings du Minnesota.

## Carrière

### Jeunesse et université
Après avoir fréquenté l'école secondaire Brazosport High School à Freeport, au Texas, Hill rejoint l'université Rice à Houston, partageant son temps comme quarterback des Owls avec Frank Ryan (en), qui a également joué en NFL. Hill est élu dans la première équipe All-America en 1957, mène les Owls au titre de la Southwest Conference (SWC) et joue au Cotton Bowl le jour de l'an. Il est capitaine de l'équipe championne de la SWC. Il joue dans le Cotton Bowl et le Hula Bowl en 1958. Il est aussi capitaine des All-Stars universitaires qui battent le champion professionnel en titre, les Lions de Détroit.

### NFL
Hill est le premier joueur sélectionné à la draft 1958 de la NFL (en) et passe plus de trente-cinq ans dans le football américain professionnel en tant que joueur, entraîneur et recruteur, ainsi qu'en tant que figure clé de l'Association des joueurs de la NFL. Hill est pendant neuf ans représentant des joueurs et vice-président de l'association des joueurs en 1968, pendant la grève et la signature de la première convention collective dans le football américain professionnel. Il joue comme professionnel pour les Cardinals de Chicago, les Cardinals de St. Louis, les Eagles de Philadelphie et les Vikings du Minnesota.

### Entraîneur
Hill est coordinateur offensif des Oilers de Houston (1970-1980) et des Saints de La Nouvelle-Orléans (1981-1986). Il occupe ensuite le poste de directeur du scouting de l'Ouest des États-Unis et du Canada pour les Eagles de Philadelphie (1986-1992).

## Mort
Hill meurt à l'âge de 75 ans en 2012 après une longue maladie. Il est inhumé au cimetière Forest Park Cemetery à The Woodlands.

## Statistiques

### NCAA
| Année       | Équipe       | Statut      | MJ |         | Passes   | Passes | Passes | Passes | Passes | Passes | Passes  |       | Courses | Courses | Courses | Courses |
| Année       | Équipe       | Statut      | MJ | Tentées | Réussies | Pct.   | Yards  | TD     | Int.   | Éval.  | Tentées | Yards | Moy.    | TD      |         |         |
| 1956        | Owls de Rice | -           | 10 | 85      | 47       | 55,3   | 669    | 3      | 8      | 114,2  | 52      | 93    | 1,8     | 2       |         |         |
| 1957        | Owls de Rice | -           | 10 | 82      | 44       | 53,7   | 798    | 4      | 5      | 139,3  | 90      | 446   | 5,0     | 5       |         |         |
| Totaux NCAA | Totaux NCAA  | Totaux NCAA | 20 | 167     | 91       | 54,5   | 1 467  | 7      | 13     | 126,5  | 142     | 539   | 3,8     | 7       |         |         |

### NFL
| Année                          | Équipe                         | MJ                             |         | Passes   | Passes | Passes | Passes | Passes | Passes | Passes  |       | Courses | Courses | Courses | Courses |
| Année                          | Équipe                         | MJ                             | Tentées | Réussies | Pct.   | Yards  | TD     | Int.   | Éval.  | Tentées | Yards | Moy.    | TD      |         |         |
| 1958                           | Cardinals de Chicago           | 7                              | 9       | 1        | 11,1   | 18     | 0      | 2      | 0,0    | 1       | 0     | 0,0     | 0       |         |         |
| 1959                           | Cardinals de Chicago           | 11                             | 181     | 82       | 45,3   | 1 015  | 7      | 13     | 46,2   | 39      | 167   | 4,3     | 5       |         |         |
| 1960                           | Cardinals de Saint-Louis       | 12                             | 55      | 20       | 36,4   | 205    | 1      | 5      | 16,1   | 16      | 47    | 2,9     | 1       |         |         |
| 1961                           | Eagles de Philadelphie         | 14                             | 12      | 6        | 50,0   | 101    | 2      | 2      | 70,8   | 2       | 9     | 4,5     | 0       |         |         |
| 1962                           | Eagles de Philadelphie         | 14                             | 61      | 61       | 50,8   | 361    | 0      | 5      | 34,9   | 4       | 40    | 10,0    | 1       |         |         |
| 1963                           | Eagles de Philadelphie         | 14                             | 186     | 91       | 48,9   | 1 213  | 10     | 17     | 49,9   | 3       | -1    | -0,3    | 0       |         |         |
| 1964                           | Eagles de Philadelphie         | 8                              | 88      | 49       | 55,7   | 641    | 3      | 4      | 71,3   | 8       | 27    | 3,4     | 0       |         |         |
| 1965                           | Eagles de Philadelphie         | 7                              | 113     | 60       | 53,1   | 857    | 5      | 10     | 55,8   | 7       | 20    | 2,9     | 2       |         |         |
| 1966                           | Eagles de Philadelphie         | 10                             | 97      | 53       | 54,6   | 571    | 5      | 7      | 59,3   | 7       | -2    | -0,3    | 0       |         |         |
| 1967                           | Eagles de Philadelphie         | 1                              | 7       | 2        | 28,6   | 33     | 1      | 0      | 86,3   | 0       | 0     | 0,0     | 0       |         |         |
| 1968                           | Eagles de Philadelphie         | 3                              | 71      | 33       | 46,5   | 531    | 3      | 6      | 50,9   | 1       | 1     | 1,0     | 0       |         |         |
| 1968                           | Vikings du Minnesota           | 0                              | 0       | 0        | 0,0    | 0      | 0      | 0      | 0,0    | 0       | 0     | 0,0     | 0       |         |         |
| 1969                           | Cardinals de Saint-Louis       | 14                             | 1       | 1        | 100,0  | 7      | 0      | 0      | 95,8   | 0       | 0     | 0,0     | 0       |         |         |
| Totaux aux Cardinals (Chi/STL) | Totaux aux Cardinals (Chi/STL) | Totaux aux Cardinals (Chi/STL) | 246     | 104      | 42,3   | 1 245  | 8      | 20     | 35,4   | 56      | 214   | 3,8     | 6       |         |         |
| Totaux aux Eagles              | Totaux aux Eagles              | Totaux aux Eagles              | 635     | 325      | 51,2   | 4 308  | 29     | 51     | 54,8   | 32      | 94    | 2,9     | 3       |         |         |
| Totaux en NFL                  | Totaux en NFL                  | Totaux en NFL                  | 881     | 429      | 48,7   | 5 553  | 37     | 71     | 49,3   | 88      | 308   | 3,5     | 9       |         |         |